# Атанас Атанасов (генерал)
Атанас Емануилов Атанасов е български партизанин, политически офицер, генерал-майор.

## Биография
Роден е на 4 октомври 1893 г. в Лом. Член на БКП от 1919 г., а на ВКП (б.) от 1921 г. Емигрира в СССР през януари 1921 г. През 1937 г. е арестуван по време на чистките, но е освободен на 5 август 1938 г. По време на Втората световна война е в Съветския съюз. До септември 1942 г. е член на Военния съвет на Северокавказкия фронт. Командва неговата авиация. След това е командир на отделен учебен авиационен отряд в Краснодар и подготвя летци за нуждите на фронта. Завръща се в България през 1945 г. и влиза в българската армия. Към 1946 г. като подполковник е в щаба на въздушните учебни части. Пак по това време вече като полковник е началник на Военновъздушното училище в Долна Митрополия. Остава на поста до 19 юли 1949 г. Член е на Военния съвет на българската народна армия (1950). След преименуването му на Главен военен съвет продължава да е негов член и е втори заместник-министър на народната отбрана. През 50-те години е началник на управление „Кадри“ на Министерството на отбраната. От 1950 г. е генерал-майор. Умира през 1966 г. в София.